# 料亭

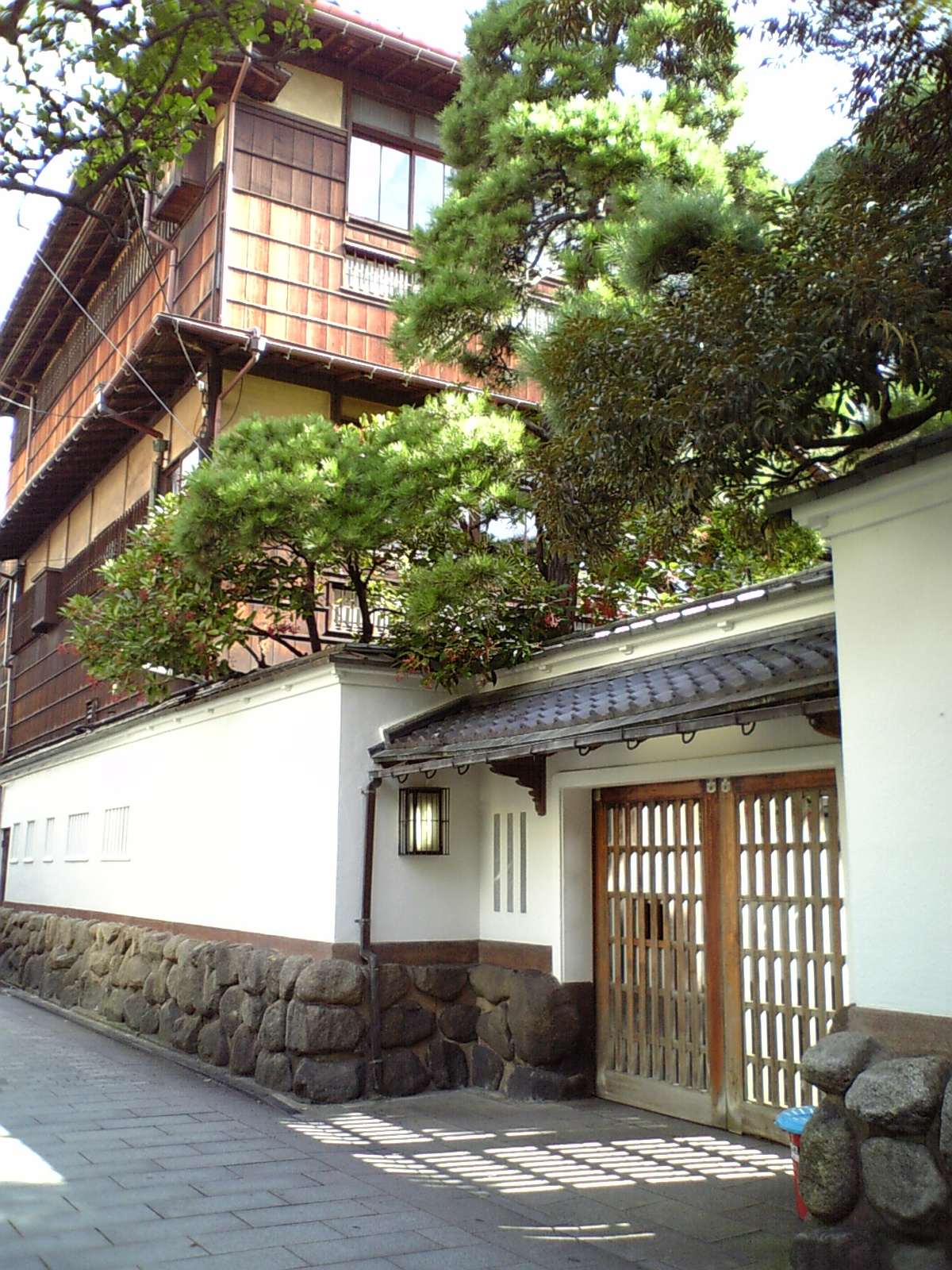
料亭锅茶屋

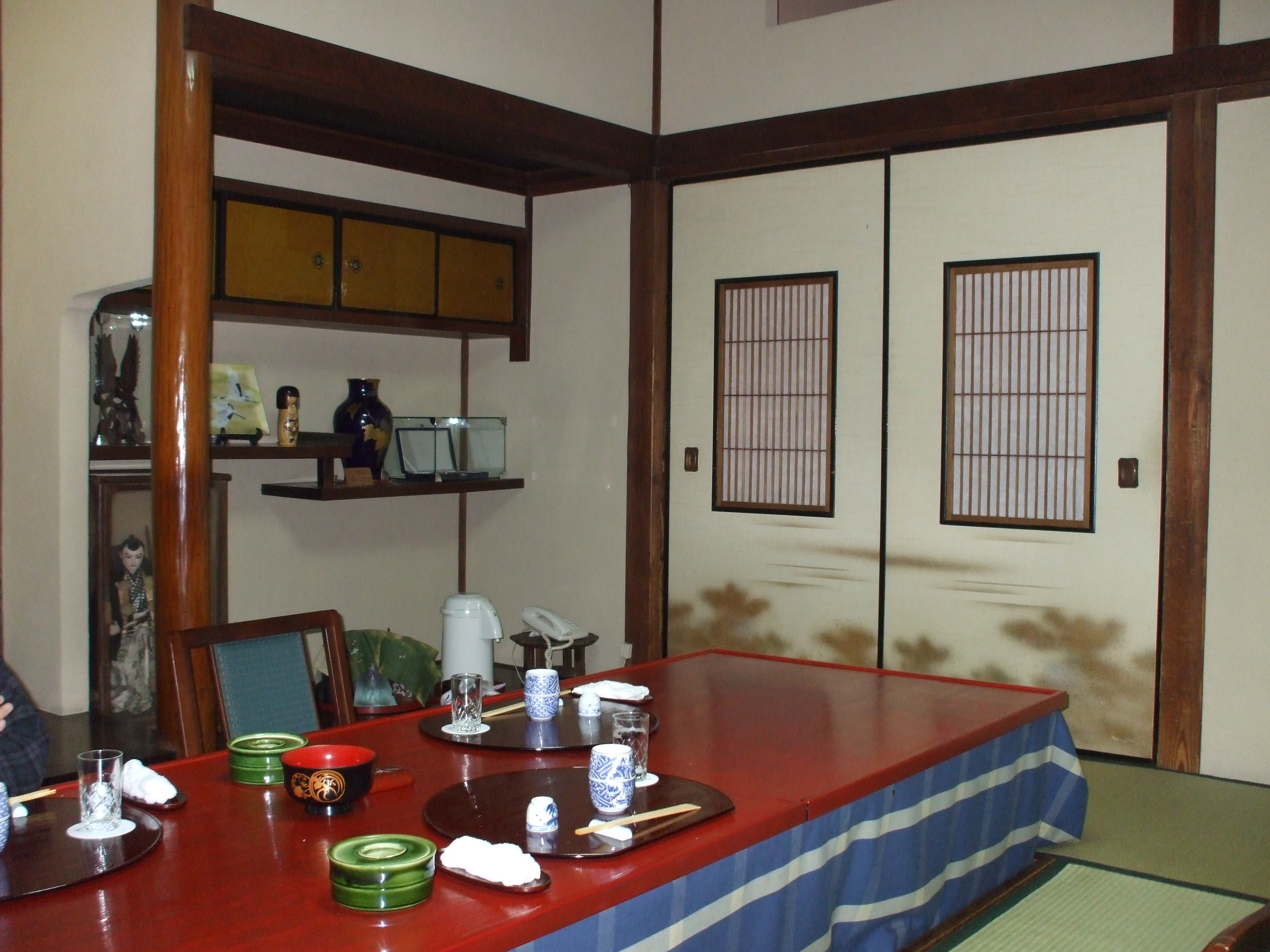
料亭小松 (料亭)

料亭、又稱料理亭，是一種日本傳統的高級料理餐廳，專門販售懷石料理、定食套餐類食物，通常會配有日式庭園、金箔屏風、松樹等盆栽、石燈籠和振袖和服之類的裝飾物來增添氣氛。

## 介紹

### 历史
料亭特點在於提供包廂、通常會請藝妓來助興。費用高昂，早期不接受自行上門的新顧客，只有通過熟客引薦者才能入內，並且前往消費必須預約。由於其隱蔽性，很多政治界、商界人物都會選擇在此類場所進行秘密的商談。近年來由於日本經濟不景氣，部分料亭已經漸趨開放給一般大眾，吸引顧客在此舉辦婚宴等活動。料亭傾力打造高級形象，在此處可接觸到料理、食器、建築與室內設計、庭園設計、美術工藝品、藝妓表演、音樂舞蹈等各樣精緻的日本傳統文化。

### 日本三大料亭
包括「吉兆」、「新喜乐」、「金田中」。

## 外部連結
- 日本全国料亭料理店案内 （页面存档备份，存于）（全料連運営の加盟店紹介サイト　“料亭”に関する解説あり）